# Wykosowo (przystanek kolejowy)
Wykosowo – nieistniejący przystanek osobowy w Wykosowie, w województwie pomorskim, w Polsce.